# 苏利冕
苏利冕（1956年4月—），浙江慈溪人，1975年12月参加工作，1980年5月加入中国共产党，浙江省委党校经济学专业本科班、浙江大学经济学研究生班结业。曾任浙江省宁波市人大常委会副主任、总工会主席。

## 生平
1975年，供职于浙江省慈溪县供销联社。1990年，担任浙江省慈溪市供销合作社主任。1992年，任浙江省慈溪县财贸办公室主任。1994年，担任浙江省慈溪市副市长。1997年，担任浙江省余姚市委副书记、市长。2000年，担任浙江省余姚市委书记。2004年，任宁波市市政府秘书长。2006年，任浙江省宁波市市长助理。2007年5月，担任宁波市副市长。2012年4月，任宁波市人大常委会副主任。2017年4月离职。

## 落马
2017年11月，因涉嫌严重违纪，接受组织审查。2018年6月27日，舟山市中级人民法院一审宣判：苏利冕犯受贿罪，判处有期徒刑七年六个月，并处罚金人民币三十万元。
苏出生在困难时期，“吃过草根树皮，记得小时候，有一次还饿晕过。”得到权力后，重享乐、胆子大、爱张扬，穿衣讲名牌、吃喝讲排场。尤其对拉菲红酒情有独钟，不仅家中藏酒数百瓶，更自称“一口就能尝出年份”。当地干部群众给苏利冕起了“拉菲苏”的绰号。